# Nick Jonas & the Administration Live at the Wiltern January 28th, 2010
Nick Jonas & the Administration Live at the Wiltern January 28th, 2010 ist das erste Livealbum der amerikanischen Pop-Band Nick Jonas & the Administration. Es erschien am 11. Mai 2010 und ist nur als Download erhältlich.

## Entstehung, Veröffentlichung und Erfolg
Vom 26. bis 29. Januar 2010 spielte die Band im Rahmen ihrer Who I Am Tour vier Konzerte in Los Angeles, die alle im Wiltern Theater stattfanden. Die Show vom 28. Januar wurde aufgezeichnet und am 11. Mai 2010 als Download veröffentlicht. Es ist das erste Livealbum der im Herbst 2008 gegründeten Musikgruppe und das erste, bei dem Sonny Thompson mitwirkte. Der Gitarrist ersetzt bei Live-Auftritten David Ryan Harris, welcher auf dem Debütalbum der Band, Who I Am, zu hören ist. Das Album konnte sich nicht in den Charts platzieren.

## Titelliste
9 der 13 Lieder sind auch auf dem Debütalbum der Band vorhanden, der Titel Inseparable ist, genau wie das Medley Black Keys/A Little Bit Longer, ein Jonas-Brothers-Cover. Die Lieder While the World Is Spinning und Stay wurden von Nick Jonas erst nach dem Veröffentlichen des Albums geschrieben.
Quelle
| #   | Titel                          | Songwriting                                        | Länge |
| --- | ------------------------------ | -------------------------------------------------- | ----- |
| 1.  | Last Time Around               | Nick Jonas, Greg Garbowsky, P.J. Bianco            | 7:16  |
| 2.  | Inseparable                    | Nick Jonas, Joe Jonas, Kevin Jonas, Joshua Miller  | 5:25  |
| 3.  | Olive & an Arrow               | Nick Jonas                                         | 8:06  |
| 4.  | State of Emergency             | Nick Jonas, John Fields                            | 4:06  |
| 5.  | While the World Is Spinning    | Nick Jonas                                         | 4:01  |
| 6.  | Black Keys/A Little Bit Longer | Nick Jonas                                         | 7:16  |
| 7.  | Vesper’s Goodbye               | Nick Jonas, P.J. Bianco                            | 3:31  |
| 8.  | Conspiracy Theory              | Nick Jonas                                         | 4:32  |
| 9.  | Stay                           | Nick Jonas                                         | 7:51  |
| 10. | Rose Garden                    | Nick Jonas                                         | 6:42  |
| 11. | Stronger (Back on the Ground)  | Nick Jonas, Leeland Mooring, Jack Mooring          | 6:14  |
| 12. | Tonight                        | Nick Jonas, Joe Jonas, Kevin Jonas, Greg Garbowsky | 5:47  |
| 13. | Who I Am                       | Nick Jonas                                         | 5:23  |